# Jerzy (Kaliszczuk)
Jerzy, imię świeckie Jurij Kaliszczuk, Kalistchuk (ur. 26 maja 1951 w Lachine) – ukraiński duchowny prawosławny, zwierzchnik Ukraińskiego Kościoła Prawosławnego Kanady.

## Życiorys
Urodził się w rodzinie Ukraińców z Quebecu. W 1973 uzyskał tytuł licencjata teologii prawosławnej w Kolegium św. Andrzeja w Winnipeg. W latach 1975–1980 studiował muzykę na Uniwersytecie McMaster, uzyskując dyplom z wyróżnieniem. W 1984 uzyskał ponadto dyplom magistra edukacji, zaś w 1985 – teologii. 16 czerwca 1988 przyjął święcenia diakońskie, zaś następnego dnia – kapłańskie. Został wówczas skierowany do pracy jako wikariusz w parafii Trójcy Świętej w Winnipeg, gdzie działał przez rok. Od września 1988 do grudnia 1991 wykładał ponadto muzykę cerkiewną w Kolegium św. Andrzeja. 
10 września 1989 złożył śluby zakonne przed metropolitą Bazylim. 22 października tego samego roku nadzwyczajny sobór Ukraińskiego Kościoła Prawosławnego w Kanadzie wyznaczył go na biskupa pomocniczego eparchii centralnej z tytułem biskupa Saskatoon. Uroczysta chirotonia miała miejsce 17 grudnia tego samego roku. W 1990 reprezentował Ukraiński Kościół Prawosławny w Kanadzie w czasie spotkania z patriarchą Konstantynopola, kiedy ten zgodził się przyjąć Kościół w swoją jurysdykcję jako Cerkiew autonomiczną. W 1995 został biskupem Toronto i eparchii wschodniej. W 2001, pozostając na tej samej katedrze, został podniesiony do godności arcybiskupiej. W latach 2002–2003 reprezentował Kościół w Kanadyjskiej Radzie Kościołów i był jednym z jej wiceprzewodniczących.
14 lipca 2010 XXII Sobór Ukraińskiego Kościoła Prawosławnego Kanady wybrał go na nowego zwierzchnika Kościoła, w związku z odejściem dotychczasowego metropolity całej Kanady Jana (Stinki) w stan spoczynku. 20 listopada 2010 odbyła się jego uroczysta intronizacja.
W lipcu 2021 r., w związku z osiągnięciem wieku 70 lat, przeszedł na własną prośbę w stan spoczynku.